# Ladwanti, Basavakalyan
Ladwanti là một làng thuộc tehsil Basavakalyan, huyện Bidar, bang Karnataka, Ấn Độ.